# Magnit

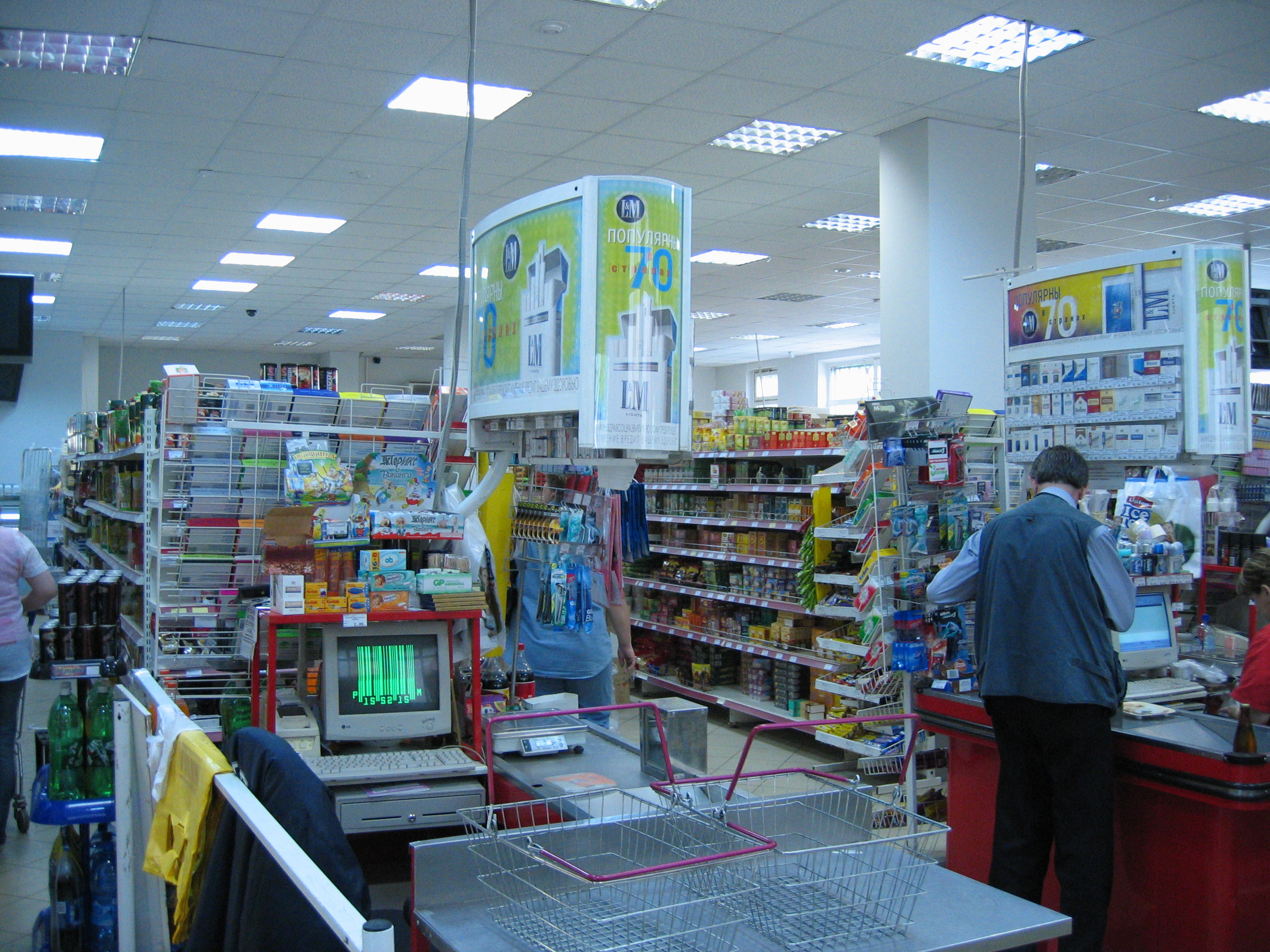
Wnętrze marketu w Moskwie

Magnit, ros. Магнит – rosyjska sieć supermarketów i hipermarketów, zajmująca się handlem detalicznym na terenie całej Rosji. W ostatnich latach lider rynku detalicznego w Rosji, firma została założona w 1994 przez rosyjskiego miliardera Siergieja Galickiego w Krasnodarze.
Pod koniec grudnia 2008 sieć „Magnit” został wpisany na listę firm, które otrzymują pomoc pieniężną od państwa w czasach kryzysu. W 2009 amerykański holding JPMorgan Chase, zwiększył swoje udziały w spółce z 13,83% do 16,72%.
Z początkiem roku 2014 firma posiadała 7316 sklepów dyskontowych 164 hipermarkety, 696 drogerii oraz 49 sklepów innych formatów oraz zatrudniała około 130 tysięcy pracowników. Akcje spółki notowane są na Giełdzie Papierów Wartościowych w Moskwie i wchodzą w skład indeksu giełdowego RTS.
W 2023 roku przychody firmy w Rosji wyniosły 6,5 miliona euro.